# Amazilia tzacatl
Amazilia tzacatl е вид птица от семейство Колиброви (Trochilidae). Видът е незастрашен от изчезване.

## Разпространение
Разпространен е в Белиз, Колумбия, Коста Рика, Еквадор, Салвадор, Гватемала, Гвиана, Хондурас, Мексико, Никарагуа, Панама и Венецуела.